# Základní škola a mateřská škola Vacov
Základní škola a mateřská škola Vacov leží v obci Vacov v okrese Prachatice.
V základní škole je devět ročníků, pět na 1. stupni, čtyři na 2. stupni. Kapacita školy je 250 žáků. Žáci dojíždějí z okolních obcí. V budově školy je devět kmenových tříd, tři třídy školní družiny, multimediální učebna s čítárnou, počítačová a přírodovědná učebna, fyzikální laboratoř, učebna dílen, žákovská kuchyňka, velká a malá tělocvična. 

## Historie a současnost

### Základní škola
Škola ve Vacově zahájila činnost před téměř 350 lety. V nové budově školy vyučování začalo v únoru 1944. Škola prošla několikerou rekonstrukcí. Před třiceti lety byla vystavěna velká tělocvična, v letech 2013–2017 bylo provedeno zateplení, instalovala se nová okna, rekonstruovala se střecha a  vyměnila se palubová podlaha. Před tělocvičnou bylo zřízeno hřiště s umělým povrchem, na tuto akci získala obec dotaci z EU. V roce 2018 přibyla na školním pozemku venkovní učebna.
Po roce 2014 byla škola znovu zateplena a zhotovena současná fasáda. Při zateplovacích pracích byla kompletně znovu vyměněna okna. Od roku 2018 je budova školy vytápěna tepelnými čerpadly. V roce 2019–2022 probíhaly ve dvou etapách projekty půdní vestavby a nové střechy. V půdních prostorech vznikly nové odborné učebny.

### Mateřská škola
První zmínka o mateřské škole ve Vacově je z roku 1955. Její sídlo se několikrát přesouvalo, od roku 1995 sídlí mateřská škola v nově vystavěné patrové budově (č. p. 124).
Z důvodu úbytku dětí počet tříd v mateřské škole klesal, z původních třech tříd zbyla pouze jedna třída. Počátkem školního roku 2005/2006 se počet dětí opět zvýšil, byly otevřeny dvě třídy. Ve školním roce 2012/2013 se po rekonstrukci celé budovy otevřela třetí třída.